# Manticore
Pour les articles homonymes, voir Manticore (homonymie).
La manticore est une créature légendaire d'origine persane, ayant un corps de lion, un visage d'homme et une queue de scorpion.
Cet anthropophage terrifiant pourvu d'une triple rangée de dents fut décrit pour la première fois par le médecin grec Ctésias. La manticore fut abondamment figurée dans les bestiaires médiévaux comme symbole du mal. Elle est de nos jours un motif récurrent de la fantasy.

## Étymologie
Le nom « manticore » vient du latin mantichora, lui-même dérivé du grec μαρτιχώρα (martichora) qui serait emprunté à l'ancien persan مارتیا  (martya) « homme » et خوار (xvar-) « manger, dévorer ». On trouve l'orthographe manticore, au féminin comme au masculin,.

## Description
La manticore est le plus souvent décrite comme un monstre ayant le corps d'un lion, généralement rouge sang, la tête d'un homme parfois pourvue de cornes, une triple rangée de dents allant d'une oreille à l'autre, et une queue de scorpion ou de dragon. Elle est parfois dotée d'ailes de chauve-souris.

## Mythe

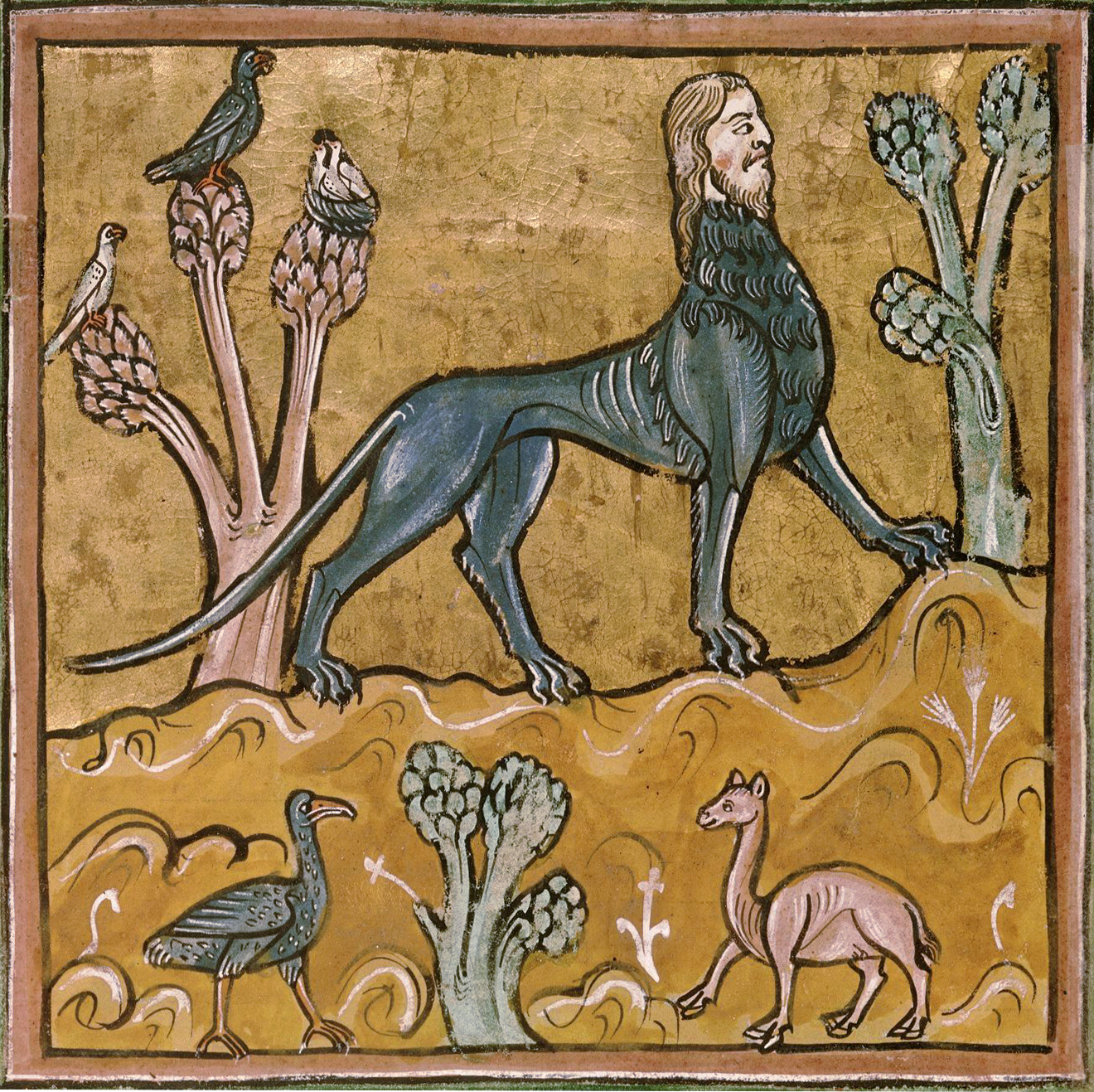
Une manticore dans le Bestiaire de Rochester.

La manticore est d'origine perse, elle est décrite comme une bête mangeuse d'hommes. Sa présence dans différentes légendes européennes serait due au médecin grec Ctésias, qui séjourna à la cour d'Artaxerxès II, au IVe siècle av. J.-C., et qui en fit mention dans son Histoire de l'Inde, connu de plusieurs auteurs grecs, mais perdu depuis. Évoquant les animaux qu'il a vus à Rome, Pausanias écrit dans ses Descriptions de la Grèce :

« Quant à la bête décrite par Ctésias dans son Histoire indienne et qu'il dit être appelée martichoras par les Indiens et "mangeuse d'hommes" par les Grecs, je suis amené à penser qu'il s'agit du tigre. Mais du fait qu'elle a trois rangées de dents dans chacune de ses mâchoires, et des pointes au bout de sa queue avec lesquelles elle se défend en combat rapproché et qu'elle tire comme les flèches d'un archer sur ses ennemis lointains, je pense qu'il s'agit d'une fable que se transmettent les Indiens à cause de leur crainte excessive de la bête. »

Pline l'Ancien, comme Aristote dans son Histoire des animaux, inclut le martichoras (qu'il retranscrit par erreur en manticorus en copiant Aristote, d'où le terme actuel) parmi les animaux qu'il décrit dans son Naturalis Historia :

« Il y a parmi les Éthiopiens un animal appelé manticorus ; il a trois rangées de dents qui s'enchevêtrent comme celles d'un peigne, visage et oreilles d'homme, yeux bleus, corps cramoisi de lion et queue qui finit en aiguillon, comme celle des scorpions. Il court avec une grande rapidité et il est très amateur de chair humaine ; sa voix ressemble aux sons mêlés de la flûte et de la trompette. »

— Pline l'Ancien, Histoire naturelle.
La manticore devint assez populaire dans les bestiaires médiévaux qui reprirent pour la plupart les descriptions de Pline.
Brunetto Latini donne quelques précisions sur la créature qui « plus que tout, aime manger de la chair humaine. Elle s'accouple de façon que tantôt l'une se trouve dessous, tantôt l'autre ».

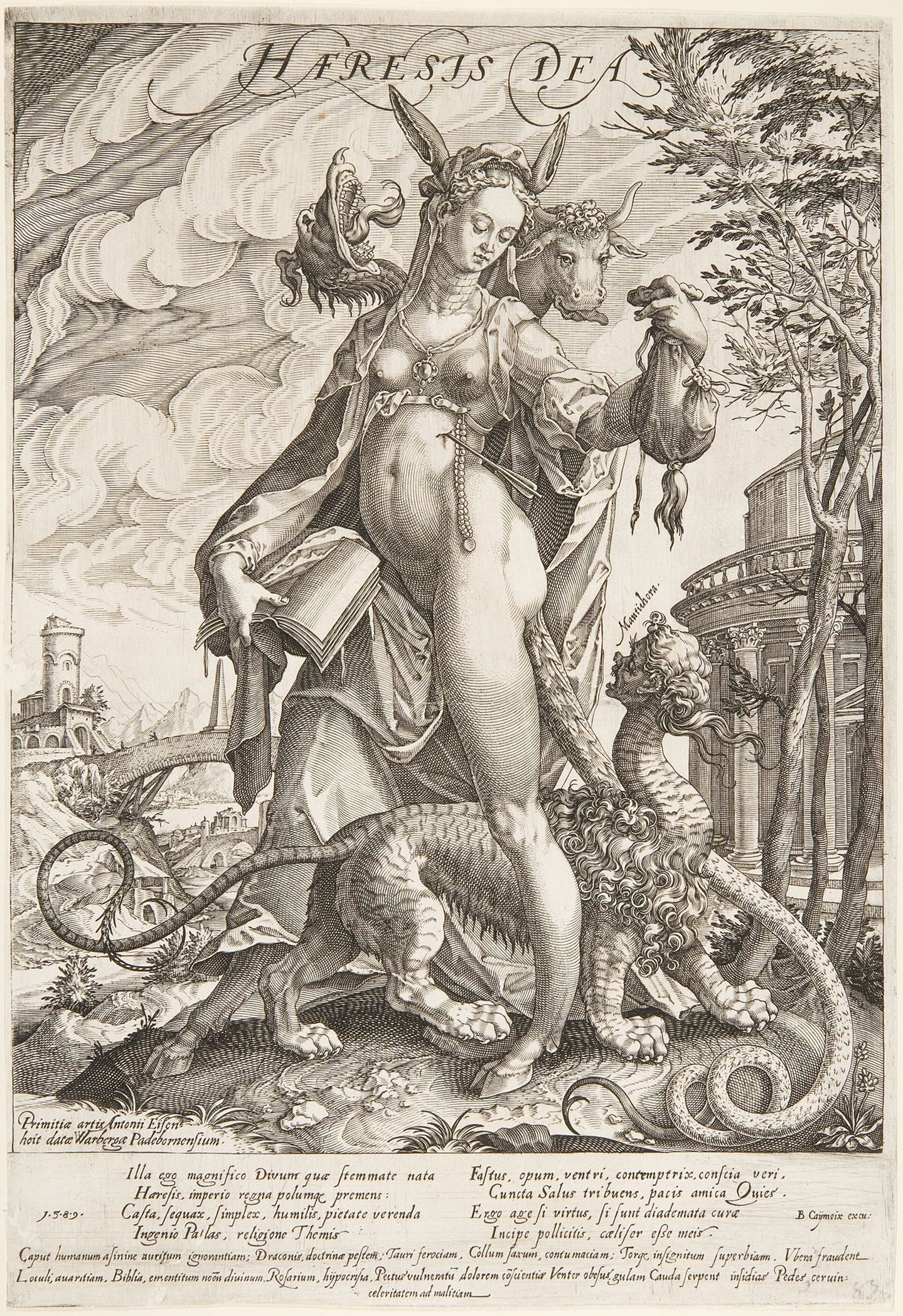
L'Hérésie représentée sous les traits d'une déesse accompagnée d'une manticore, gravure sur cuivre d'Antonius Eisenhoit (1589).

Flaubert mentionne une manticore dans les dernières pages de La Tentation de saint Antoine :

« La manticore, gigantesque lion rouge, à figure humaine avec trois rangées de dents : les moires de mon pelage écarlate se mêlent au miroitement des grands sables ; Je souffle par mes narines l'épouvante des solitudes. Je crache la peste. Je mange les armées, quand elles s'aventurent dans le désert. Mes ongles sont tordus en vrille, les dents sont taillées en scie ; et ma queue, qui se contourne, est hérissée de dards que je lance à droite, à gauche, en avant, en arrière, Tiens ! Tiens ! La manticore jette les épines de sa queue, qui s'irradient comme des flèches dans toutes les directions. Des gouttes de sang pleuvent, en claquant sur le feuillage. »

— Flaubert, La Tentation de saint Antoine.

## Représentations artistiques

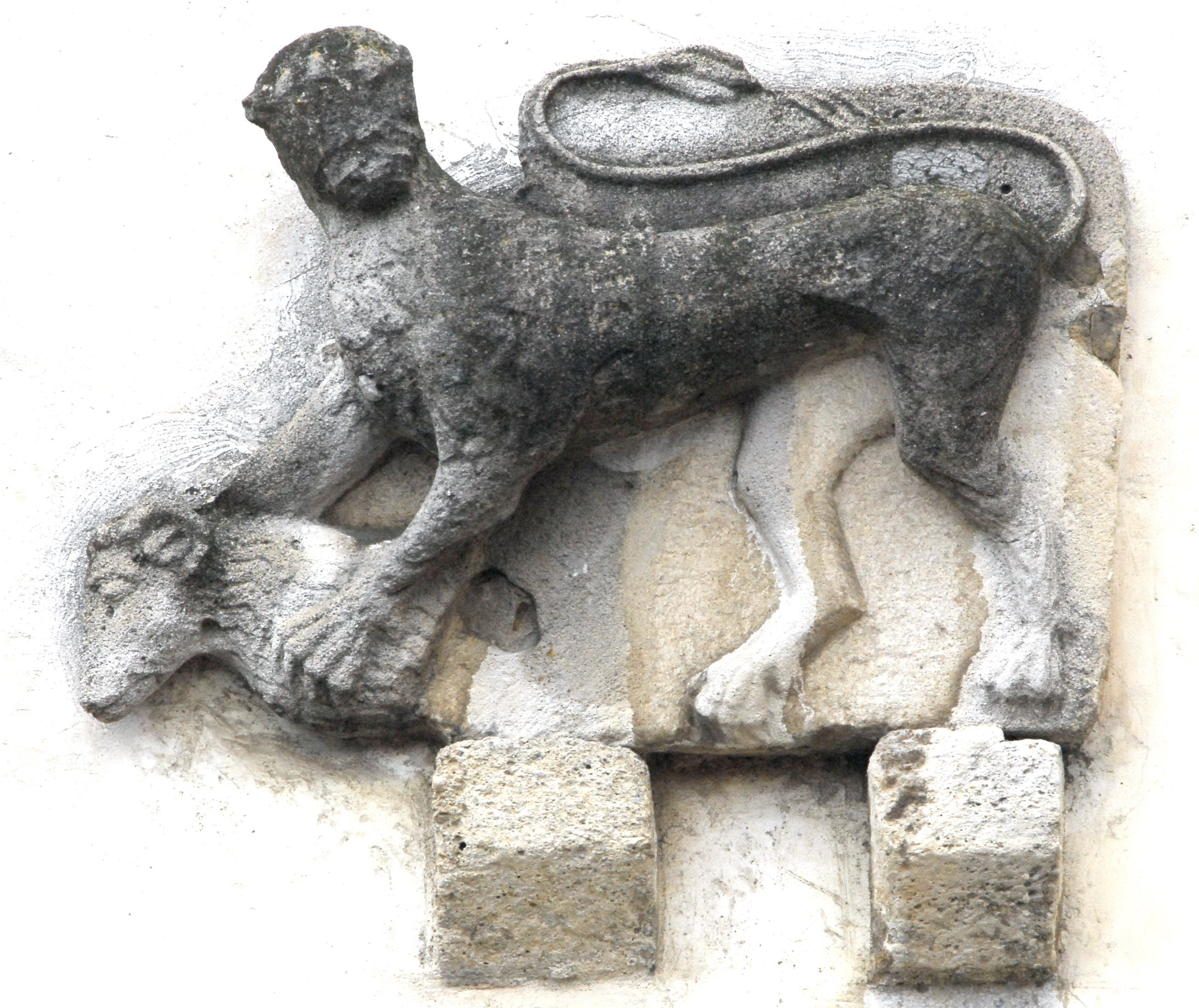
Représentation d'une manticore tuant un bélier, sur une église en Autriche.

Le livre de Pline fut considéré comme une référence au Moyen Âge, et les manticores furent parfois représentées dans les bestiaires illustrés. La bête réapparait aussi au XVIe siècle en héraldique et influence certaines représentations maniéristes, parfois des peintures, mais le plus souvent des fresques (appelées grotteschi), où l'on voit le péché de tromperie représenté sous les traits d'une chimère ayant le visage d'une belle femme, traits que l'on retrouve dans les dessins de sphinx en France aux XVIIe et XVIIIe siècles. La manticore partage la symbolique des créatures thérianthropes, dans le sens où elle a un visage humain mais un comportement complètement bestial.
Une manticore est représentée sur la carte de Hereford, célèbre mappa mundi de la fin du XIIIe siècle, encore visible dans la cathédrale de Hereford.
La manticore fait l’objet d’une bande-dessinée de Mayeul Vigouroux en 2022 et éditée par Quintal Editions.